# Hepatidae
Famille
Les Hepatidae sont une famille de crabes de l'ordre des Décapodes considérée pour le WoRMS comme invalide et synonyme de Aethridae Dana, 1851.

## Liste des genres
Selon GBIF (22 avril 2024) :
- Hepatus Latreille, 1802